# Kultura kostionkowsko-awdiejewska
Kultura kostionkowsko-awdiejewska – jedna z wschodnioeuropejskich kultur archeologicznych okresu górnego paleolitu.

## Geneza i rozwój
Kultura ta związana jest z kręgiem kultur wschodniograweckich Europy wschodniej i środkowej. Jej genezę wiąże się z pokrewną jej kulturą pavlovską. Jej czas trwania przypada mniej więcej na schyłek późnego paleolitu oraz schyłkowy paleolit. 

## Ważniejsze stanowiska  archeologiczne
- Awdiejewo
- Kostionki